# ویلج ویس
ویلِج وُیس (انگلیسی: The Village Voice) هفته‌نامهٔ خبری-فرهنگی بدیل آمریکایی است که سال ۱۹۵۵ به‌دست دن ولف، اد فرَنچر و نورمن میلر تأسیس شد. این هفته‌نامه که بستری برای فعالیت نخبگان فرهنگی نیویورک بوده، تا کنون برندهٔ سه جایزه پولیتزر شده‌است.